# Ричардсон (Техас)
Ричардсон (англ. Richardson) — пригород Далласа, штат Техас. Население — 119 469 человек (по оценке Бюро переписи населения США на 2020 год). Первые поселения относятся к 40-м годам XIX-го века. Назван в честь подрядчика, руководившего строительством железной дороги на участке Даллас-Денисон. Статус города присвоен в 1873 году.

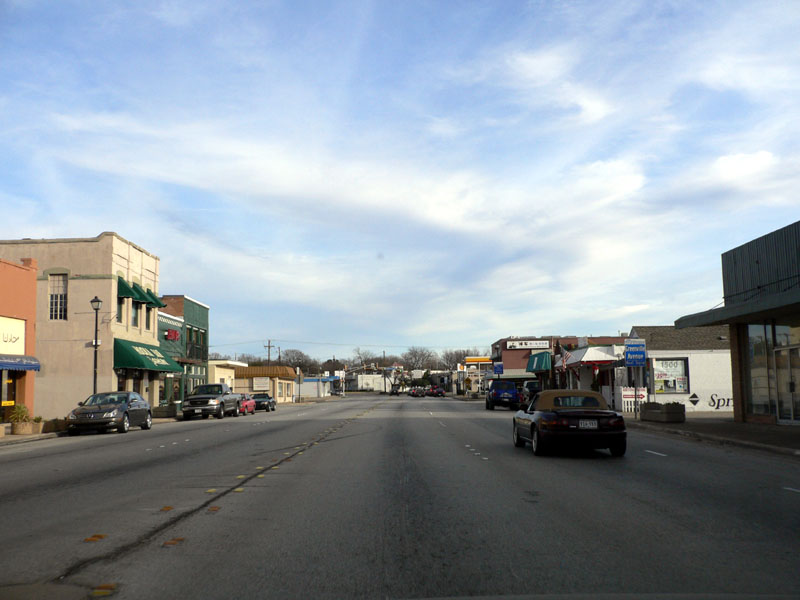
Исторический центр Ричардсона

Ричардсон расположен в Кремниевой прерии — в городе находятся отделения многих технологических компаний, в том числе AT&T, Verizon, Cisco Systems, Samsung, ZTE, Texas Instruments, Qorvo, Fujitsu и др. Район сосредоточения таких компаний получил название Телеком-коридора.
На северной окраине города расположен кампус Университета Техаса в Далласе.
В городе проживают многие выходцы из Китая, Юго-Восточной Азии, Индии и Ближнего Востока. Помимо церквей традиционных для Америки христианских конфессий, в городе действуют буддийский храм, мечеть, коптская церковь.
В 2008 году лидеры местной исламской благотворительной организации Holy Land Foundation были осуждены за финансовую поддержку движения Хамас, которое в США считается террористической организацией.

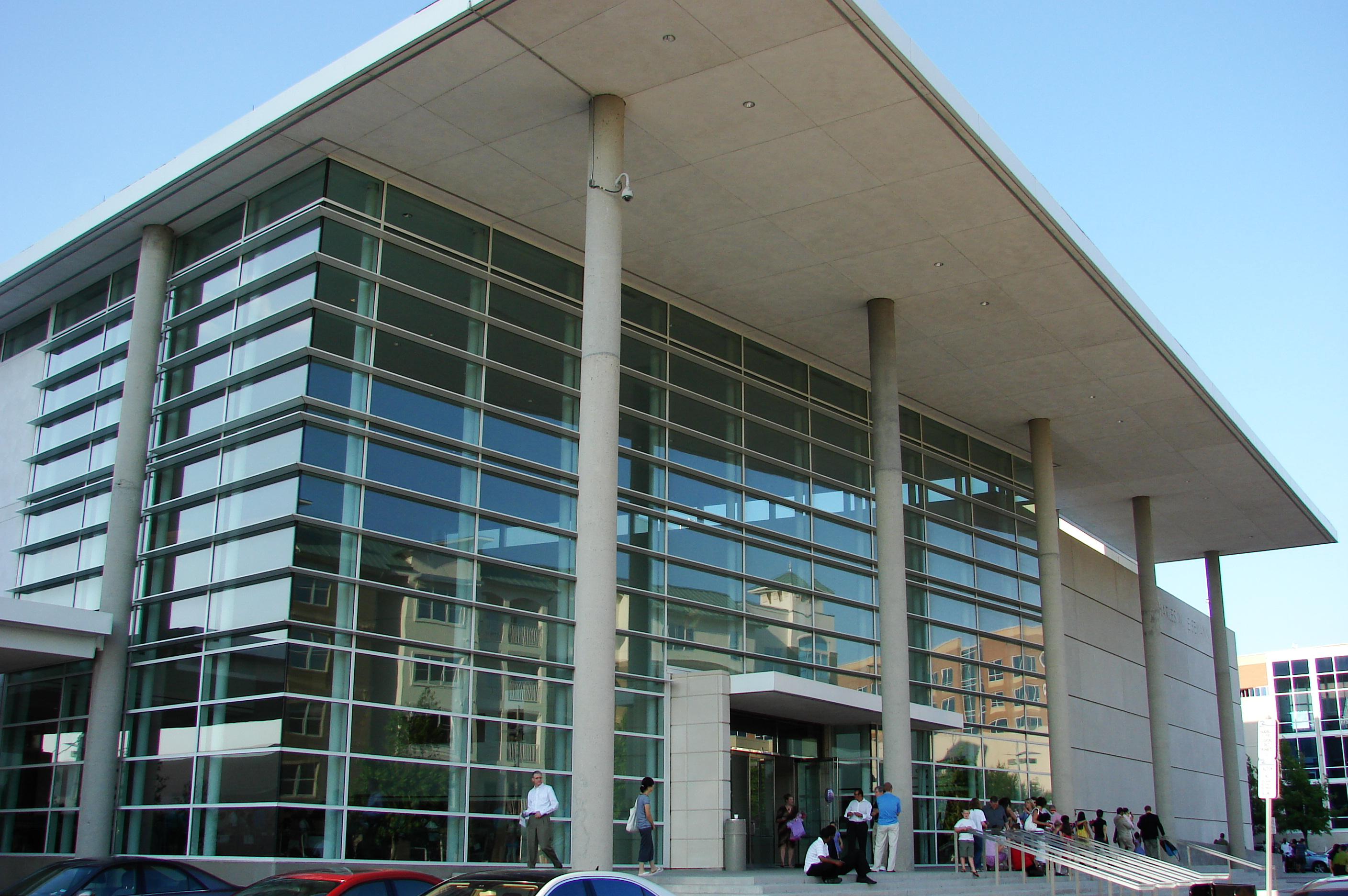
Центр Чарльза Эйземанна в Ричардсоне

Помещение местного русского магазина используется в качестве пункта для голосования при проведении выборов в Российской Федерации.
Ричардсон был «сухим городом», в котором не было продажи алкоголя до ноября 2006 года. После проведенных местных выборов, была разрешена продажа слабоалкогольных напитков в продуктовых магазинах и магазинах шаговой доступности, за исключением района Бекингем, где ограничений на продажу алкоголя не было с конца 1980-х годов. С января 2009 года курение запрещено в ресторанах, в которых доля выручки от продажи алкоголя составляет менее 50 %.